# بابه (شهرستان پیوترکوف)
بابه (به لهستانی:  Baby) یک روستا در لهستان است که در گمینا موشچنگتسا (استان ووتسکی) واقع شده‌است. بابه ۷۹۹ نفر جمعیت دارد.